# タカラモノ (サーターアンダギーの曲)
「タカラモノ」は、2012年3月14日に発売されたサーターアンダギーの6枚目のシングル。

## 解説
- グループ生みの親であり、「カシアス島田」としてすべての楽曲の作詞を担当していた島田紳助の引退後としては初のシングル。ただし紳助がプロデューサーとして使用していた「広小路亨」の名義は記載されており、さらに今作から『クイズ!ヘキサゴンII』番組プロデューサーであった神原孝がプロデュースに名を連ねるようになった。
- 通常盤、豪華盤A、豪華盤Bと3形態での発売で、CDの収録内容が異なるアイテムの発売は初となる。
- 豪華盤A収録の「질주[1] 〜疾走〜」は、前2011年11月発売のヘキサゴンファミリーによるオムニバスアルバム『WE LOVE ヘキサゴン 2011』に収録された「君が好き」の韓国語バージョン。この曲をグループの韓国進出のきっかけとした[2]。
- 豪華盤B収録の「愛しています」は松岡卓弥の初めてのソロ楽曲。
- DVDには2011年12月に行われたコンサートの映像を収録。前作「君が辻」までのシングル付属DVDに必ず収録されていた「マルチアングルによる振り付け映像」と「スペシャルアニメ・サーターアンダギー星のすてきな仲間たち」は収録されていない。

## 収録内容

### 通常盤
CD
1. タカラモノ
作詞・作曲・編曲：ヒロイズム
2. Clap Your Hands
作詞・作曲・編曲：近藤圭一
3. タカラモノ （カラオケ）
4. Clap Your Hands （カラオケ）

### 豪華盤A
CD
1. タカラモノ
2. Clap Your Hands
3. 질주 〜疾走〜 〔君が好き Korean Mix〕
作詞：ホンジユ（原作詞：カシアス島田）、作曲：平義隆、編曲：Kaz MIYAYAMA
4. タカラモノ （カラオケ）
5. Clap Your Hands （カラオケ）
6. 질주 〜疾走〜 （カラオケ）

DVD
ライブ「Xmasケーキのかわりに、サーターアンダギーはいかがですか?」より
1. メイキング映像
2. 「大切な人」
3. 「会いに行くからね」

### 豪華盤B
CD
1. タカラモノ
2. Clap Your Hands
3. 愛しています
作詞・作曲・編曲：KOSUKE
4. タカラモノ （カラオケ）
5. Clap Your Hands （カラオケ）
6. 愛しています （カラオケ）

DVD
ライブ「Xmasケーキのかわりに、サーターアンダギーはいかがですか?」より
1. メイキング映像
2. 「君が好き」
3. 「赤い花」